# Sunita Narain
Sunita Narain (1961) es una ecologista india y activista política así como una importante proponente del concepto de política verde en el desarrollo sostenible. Es directora general del Instituto Indio de Investigaciones basado en el Centro de Ciencia y Ambiente, y directora de la Sociedad de Comunicaciones Ambientales, y editora de la revista quincenal, Down To Earth.
En 2016, fue nombrada para la lista de la Time Magazine de 100 Personas Más Influyentes.

## Actividades
Narain empezó a trabajar con el Centro para la Ciencia y el Ambiente en 1982, trabajando con el fundador Anil Agarwal, mientras completaba sus estudios en la Universidad de Delhi. En 1985, coeditó el "Estado Ambiental de India", y luego estudiaría los asuntos relacionados con la administración de bosques. Para ese proyecto recorrió el país para entender la administración de los recursos naturales.
A lo largo de los años, Narain ha desarrollado sistemas de gestión y apoyo financiero necesarios para el Centro, que cuenta con más de cien miembros, y un perfil de programa dinámico. A principios de los 90, se involucró con temas ambientales globales; y, continúa trabajando en estos temas como investigadora y defensora. Sus intereses de investigación son amplios: desde la democracia global, con especial énfasis en el cambio climático, hasta la necesidad de democracia local, en el que ha trabajado tanto en el manejo de los recursos forestales como en los relacionados con el agua. Narain sigue participando activamente, tanto a nivel nacional como internacional, en la sociedad civil. Es actualmente en cargo de la administración del Centro y juega una función activa en un número de proyectos de búsqueda y campañas públicas.
Ha servido en Consejos de varias organizaciones y en comités gubernamentales y ha hablado en muchos foros en asuntos de su preocupación y pericia. En 2008 Narain pronunció la oración KR Narayanan sobre "Por qué el Ambientalismo necesita la equidad: Aprendiendo del ambientalismo de los pobres para construir nuestro futuro común".

## 2013 Siniestro de ciclismo
Se lastimó malamente en un siniestro de carretera mientras bicicleteaba cerca del All India Institute of Medical Sciences el 20 de octubre de 2013. Su bicicleta fue alcanzado por un coche, en horas tempranas: iba a Lodhi Garden desde su casa en Green Park. El conductor del coche no paró y ella fue llevada presurosamente al AIIMS por un transeúnte. Sufrió lesiones faciales y ortopédicas.

## Publicaciones
- 1991, coautora Global Warming in an Unequal World: A case of environmental colonialism[5]

- 1992, coautora Towards a Green World: Should environmental management be built on legal conventions or human rights?

- Desde el Protocolo de Kioto sobre el cambio climáticol en 1997, ha trabajado en un número de artículos y documentos sobre cuestiones relacionadas con los mecanismos de flexibilidad y la necesidad de equidad y derechos en las negociaciones sobre el clima.

- 2000, coeditó la publicación Green Politics: Global Environmental Negotiations,[6] que hace una mirada sobre el marco emergente ecológico de la globalización y pone en agenda al Sur en negociaciones globales.

- 1997, empujando la preocupación por la cosecha de agua, coeditó el texto Dying Wisdom: Rise, Fall and Potential of India's Water Harvesting Systems (Sabiduría agonizante: auge, caída y potencial de los sistemas de cosecha de agua de la India).[7]

- Desde entonces, ha trabajado en una serie de artículos sobre las intervenciones políticas de ecoregeneración]] del medio ambiental de India, y reducción de la pobreza.

- 1999, coeditó State of India’s Environment, The Citizens' Fifth Report

- 2001, Making Water Everybody’s Business: the practice and policy of water harvesting.[8]

## Honores

### Premios
- 2005, Premio Padma Shri por el Gobierno de la India.[9]
- 2005, el Centro de Ciencia y Ambiente bajo su liderazgo fue galardonado por el Stockholm Water Prize.
- 2009, Doctorado honorario de ciencia por la Universidad de Calcuta.[10]
- 2009, el Raja-Lakshmi Award por la Sri Raja-Lakshmi Foundation, Chennai.
- 2016 nombrada por Time Magazine en la lista de los 100 Más Influyentes.[1]
- 2016 galardón IAMCR Climate Change Communication Research in Action